# Saotis compressiuscula
Saotis compressiuscula är en stekelart som först beskrevs av Thomson 1883.  Saotis compressiuscula ingår i släktet Saotis och familjen brokparasitsteklar. Arten är reproducerande i Sverige. Inga underarter finns listade i Catalogue of Life.